# 国民徴用令
国民徴用令（こくみんちょうようれい、旧字体：國民徵用令、昭和14年7月8日勅令第451号）とは、国家総動員法に基づいて、1939年（昭和14年）7月8日に公布、7月15日に施行された日本の勅令である。一部地域では白紙などと呼ばれた。
- 国家総動員法第4条[1]の規定に基く国民の徴用
- 国家総動員法第6条の規定に基く被徴用者の使用、賃金、給料、その他従業条件に関する命令

の2つについて規定した。
1945年（昭和20年）、国民勤労動員令公布によって廃止された。
厚生省労働局（現・厚生労働省職業安定局）と拓務省殖産局、拓務省解体後は大東亜省総務局が共同で所管し、大本営陸軍参謀部第3課、陸軍省人事局、内務省地方局行政課、軍需省総動員局総動員課および生産拡大課と連携して執行にあたった。

## 概要
国家総動員法の第4条と第6条は労務統制の根拠規定となっていた。このうち国家総動員法第4条本文は「政府ハ戦時ニ際シ国家総動員上必要アルトキハ勅令ノ定ムル所ニ依リ帝国臣民ヲ徴用シテ総動員業務ニ従事セシムルコトヲ得」と規定していた。ただし、第4条には「但シ兵役法ノ適用ヲ妨ゲズ」という但書の規定があり、兵役法による徴集や召集はこの規定に基づく徴用に優先した。
同法の「勅令」として国民徴用令は人員動員に完璧を期そうという趣旨で制定された。戦時下の重要産業の労働力を確保するために、厚生大臣に対して強制的に人員を徴用できる権限を与えたもので、これにより国民の経済活動の自由は完全に失われた。銃後および銃後の守りも参照。
1939年8月1日、初の「出頭要求書」が建築技術者に発送された。合格者には徴用令書「白紙の召集令状」が送付された。
徴用業務の範囲は国の行う総動員業務に限られていたが、翌年の改正で工場事業場管理令により政府の管理する工場事業場その他の施設に拡大された。さらに1943年（昭和18年）7月21日に改正され、総動員業務一般に拡大された。8月1日、厚生省は応徴士服務紀律を公布した（省令）。軍需会社の場合は会社ぐるみ徴用された。
公布とともに建築技術者850人が徴用されたが、1941年（昭和16年）以降は大規模になり、敗戦時には総計616万人に達した。その後、1945年（昭和20年）3月1日に、労働力動員令、国民勤労協力令、女子挺身勤労令、労務調整令、学校卒業者使用制限令を廃止、統合され、「国民勤労動員令」（勅令）となった。

## 日本本土における施行
1939年（昭和14年）7月より、日本内地で実施される。

## 朝鮮における施行
日本統治時代の朝鮮では、法令上は1939年10月1日から施行されていたが、実際の適用は遅らせて民間企業による自由募集、1942年1月からは官斡旋（朝鮮労務協会が実務）となり、1944年（昭和19年）8月8日、「朝鮮人（決定の文言では「半島人」）にも国民徴用令の適用による徴用を実施する」とした閣議決定がなされる（小磯内閣）。
1944年9月より女子を除いて実施され、1945年8月の終戦までの11か月間実施される。日本本土への朝鮮人徴用労務者の派遣は1945年3月の下関-釜山間の連絡船の運航が困難になるまでの7か月間であった。いわゆる「朝鮮人強制連行」はこの徴用令に基づく内地などへの労働力移入を指す。

## 関連勅令
国家総動員法第4条に基づく他の勅令
- 船員徴用令（昭和15年10月21日勅令第687号）